# Mipham Chogyal Rabten
Taï Sitou Rinpoché
Chokyi Gyaltsen Palzang Lekshe Mawai Nyima
Mipham Chogyal Rabten tibétain : ཆོས་ཀྱི་རྒྱལ་མཚན་དཔལ་བཟང་དགེ་ལེགས་དཔལ་བཟང, Wylie : དམི་ཕམ་ཆོས་རྒྱལ་རབ་བརྟན (1633-1682) est le 6e Taï Sitou Rinpoché, un  tulkou important de la lignée karma-kagyu. 

## Biographie
Mipham Chogyal Rabten est né dans le village de Tsetang de la vallée de Mesho à Dergué.
Kunga Puntsok, compté comme premier abbé du Monastère de Derge Gonchen et fils du roi de Dergué Ponchen Lupel est l'oncle de Mipham Chogyal Rabten.
En 1643, durant le mandat d'abbé de Kunga Puntsok, Mipham Chogyal Rabten a été reconnu par le 10e karmapa, alors à Lhodrak Sekhar en exil de Tsourphou à la suite de l'arrivée de Gushri Khan au Tibet central.  À la demande du karmapa, Mipham Chogyal Rabten rejoint le monastère de Karma Gon à Zurmang. Durant l'invasion du Tibet par Gushri Khan, il s'enfuit et rejoint le 10e karmapa à Jang Satam. En chemin, il rend visite à son oncle dans l'ermitage de Peljor Gang dans la région de Dergué et lui confie des objets à conserver.
Le 5e taï sitou proposa d'offrir sa mort pour se réincarner comme prince de la nouvelle dynastie Qing et de lever une invasion chinoise du Tibet pour restaurer le pouvoir karma-kagyu. Le 10e karmapa rejeta la proposition du 5e taï sitou.